# Harhausen
Harhausen ist eine Ortschaft von Wipperfürth im Oberbergischen Kreis im Regierungsbezirk Köln in Nordrhein-Westfalen (Deutschland).

## Lage und Beschreibung
Die Ortschaft liegt im Osten von Wipperfürth im Tal des Baches Hönnige. Nachbarorte sind Meddenbick, Hönnige, Leuchtenbirken, der Wipperfürther Stadtteil Leiersmühle, und Voßkuhle. Die Gewässer Meddenbick, der Harhausener Bach und der Voßkuhler Siepen münden im Ortsbereich in die Hönnige.
Der von Einfamilienhäusern geprägte Wohnplatz zieht sich entlang einer zur L284 (Wipperfürth – Halver) parallel verlaufenden Erschließungsstraße.
Politisch wird der Ort durch den Direktkandidaten des Wahlbezirks 03 (030) nordöstliches Stadtgebiet im Rat der Stadt Wipperfürth vertreten.

## Geschichte
1212 ist in einer Schlichtungsurkunde des Abtes von St. Pantaleon die Rede von einem Zeugen „Leonem de Harhusin“. Diese Ortsnennung gilt jedoch als unsicher. Erst 1469 ist die Zuordnung zum heutigen Harhausen als sicher zu betrachten. In einer Steuerliste des Kirchspieles Dhünn wird „Reinolt Peffersacs Halfwin zo Harhausen“ aufgeführt.
Auf der Karte Topographia Ducatus Montani aus dem Jahre 1715 besteht „Horhusen“ aus einem Hof. Die Karte Topographische Aufnahme der Rheinlande von 1825 zeigt unter der Ortsbezeichnung „Harhausen“ auf zwei umgrenzten Hofräumen drei voneinander liegende Gebäudegrundrisse.
Im Garten zwischen den Häusern Harhausen 5 und 6 ist ein unter Denkmalschutz stehendes Gedenkkreuz aus dem 18. Jahrhundert aufgestellt. Die Inschrift lautet: „DIES CREUTZ/GEHÖRT ZU/NECO ANNA/LAVSBLV MARGRET/AM BERG V HVNTHEIM/UND EHEL. DESEN ERBEN/P.B.K.U.D. E.B.A:K.T.H“. Es erinnert laut Literatur an einen Menschen, der sich im Schneesturm verirrte und erfror.
Von 1910 bis 1960 führte die Bahnstrecke Anschlag–Wipperfürth südlich der Hofschaft vorbei. Diese Bahnlinie zweigte im Bahnhof Wipperfürth von der Wippertalbahn ab und schloss bei Anschlag an die Wuppertalbahn an.

## Busverbindungen
Über die im Ort gelegene Bushaltestelle Harhausen der Linie 338 (VRS/OVAG) ist eine Anbindung an den öffentlichen Personennahverkehr gegeben.

## Wanderwege
In 100 Metern Entfernung führen die vom SGV ausgeschilderten Wanderwege ◇6: Wupperweg, X28: Graf-Engelbert-Weg und der mit dem Symbol Halbes Mühlrad: Straße der Arbeit bezeichnete Weg westlich am Ort vorbei. Durch die Hofschaft hindurch – die Hönnige überquerend – führt nach Nordosten sowohl der Bergische Panoramasteig als auch ein vom Sauerländischen Gebirgsverein ausgeschilderter Zugangsweg zum Weg Rund um Wipperfürth. Dieser wird in Wasserfuhr erreicht.

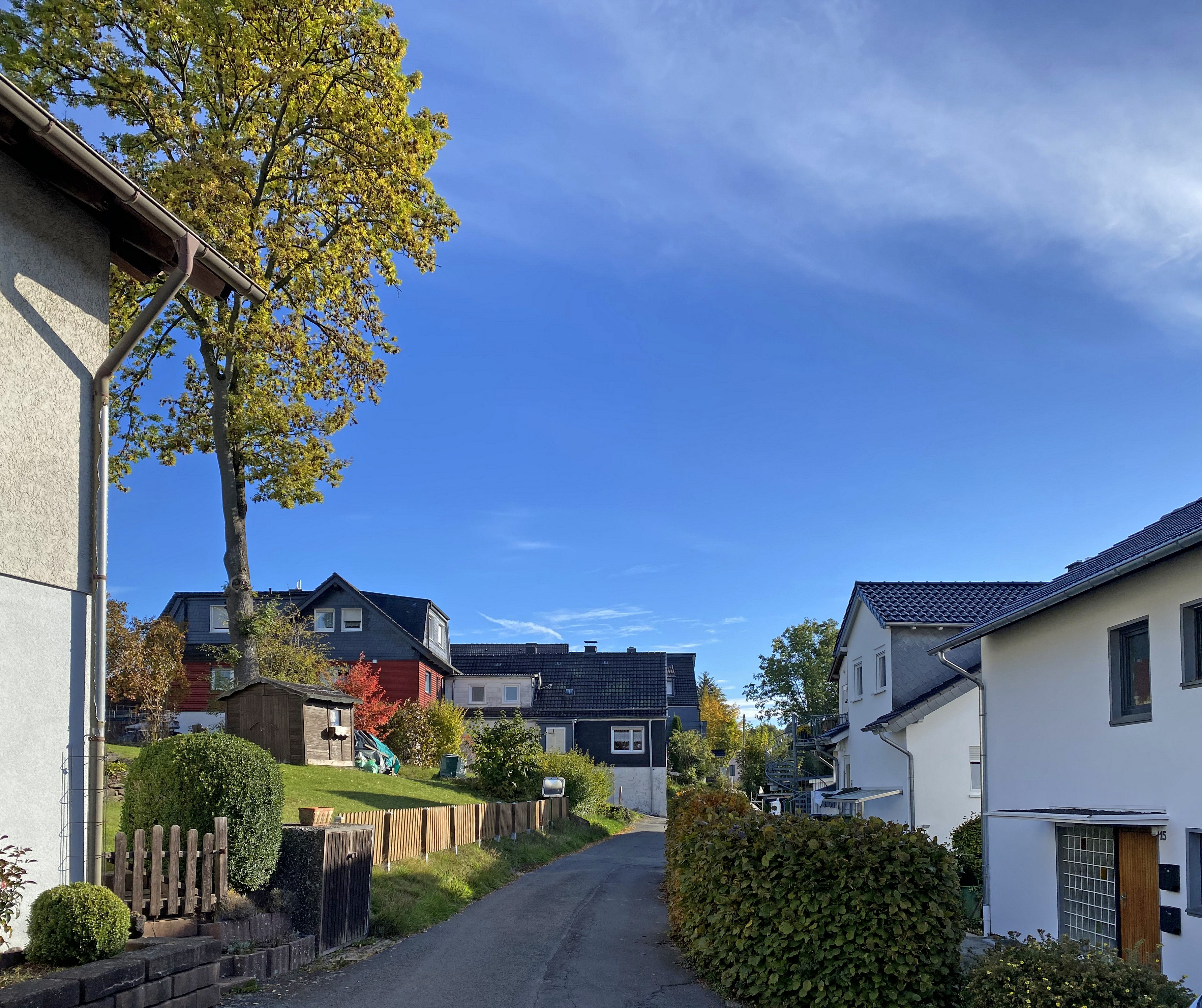
Harhausen
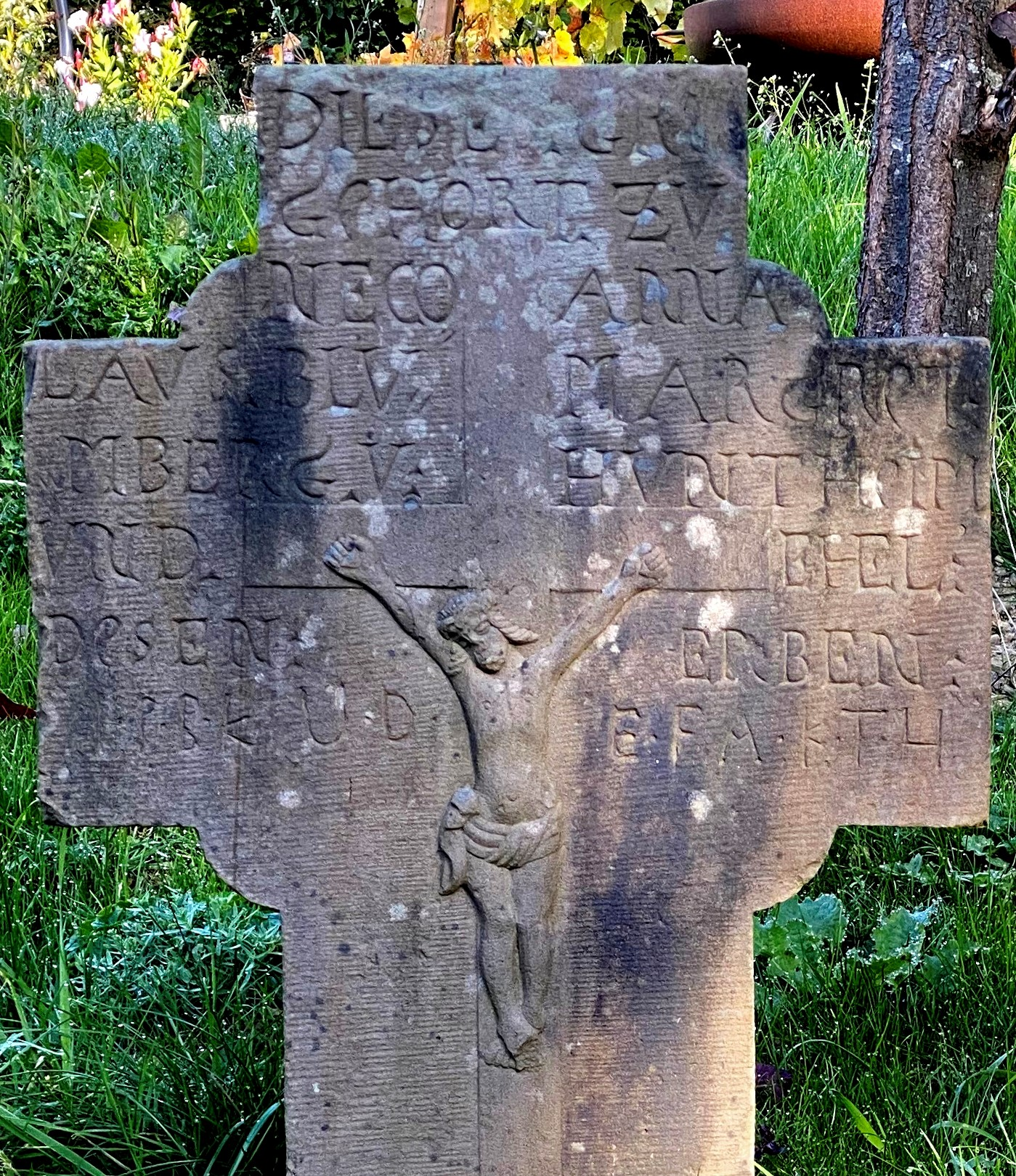
Gedenkkreuz (18. J.)
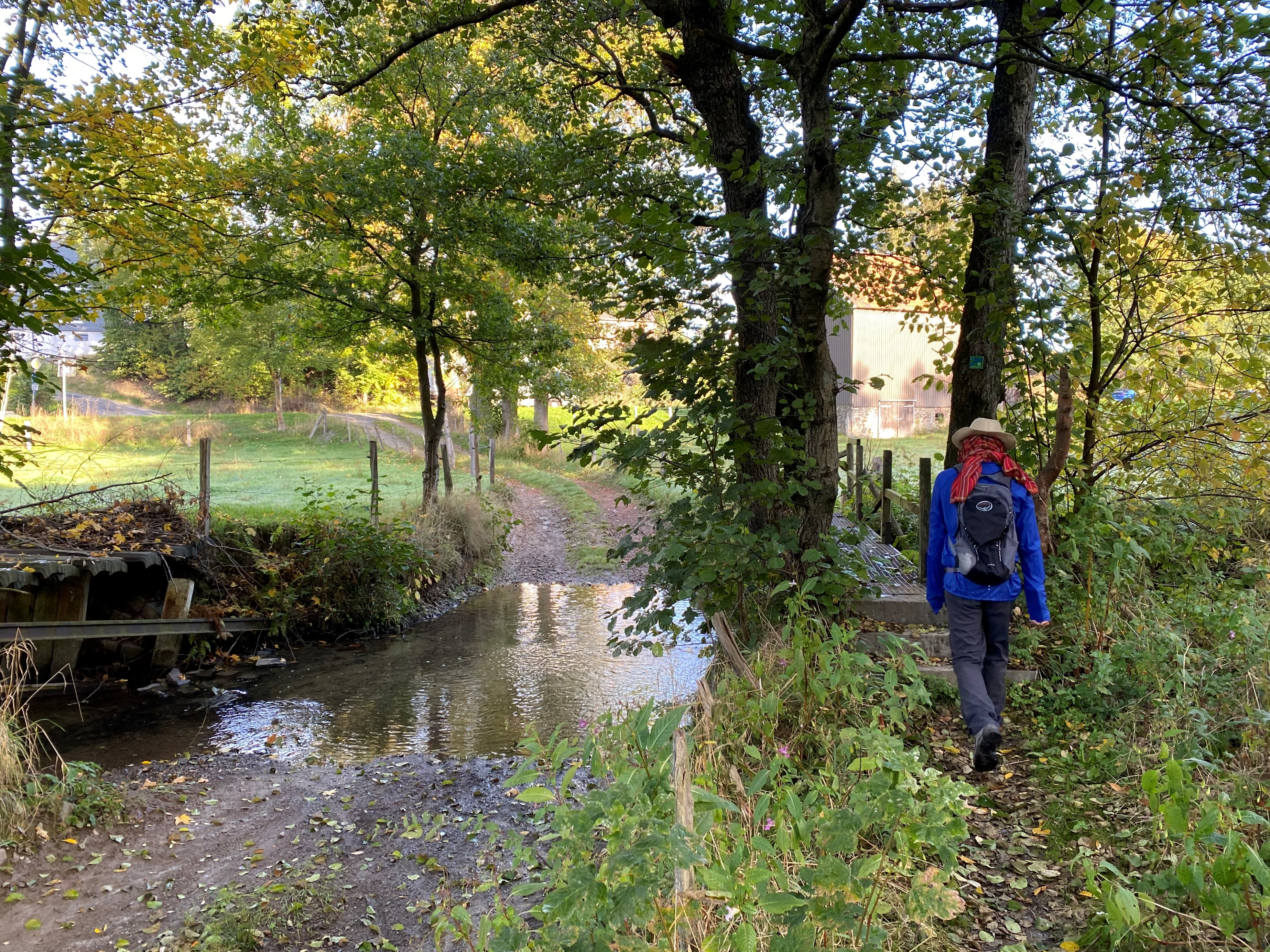
Wanderweg quert die Hönnige